# Comtat de Romanați
El comtat de Romanați era un comtat (en romanès: județ) del Regne de Romania, al sud-est de la regió històrica d'Oltènia. La seu del comtat era Caracal.
El comtat estava situat a la part sud-oest de Romania, a la part sud-est d'Oltènia. El comtat limitava a l'oest amb el comtat de Dolj, al nord amb el comtat de Vâlcea, a l'est amb els comtats d'Olt i Teleorman i al sud amb el Regne de Bulgària. El seu territori comprèn ara la part sud-est de l'actual comtat de Dolj, la part centre-sud de l'actual comtat d'Olt, i una petita part a la part sud-oest (al voltant d'Islaz) del comtat de Teleorman. El comtat es va dissoldre amb la reforma administrativa del 6 de setembre de 1950.
El 2017 es va suggerir per primera vegada una proposta per tornar el nom de Romanați al modern comtat d’Olt per canviar el seu nom pel de "Comtat d’Olt-Romanați" però es va celebrar un referèndum local els dies 6 i 7 d’octubre de 2018 no ha aconseguit els vots suficients per validar-la i, per tant, la proposta de canvi de nom ha fallat.

## Organització administrativa

Els comtats de Valàquia després del 1601, inclòs Romanați

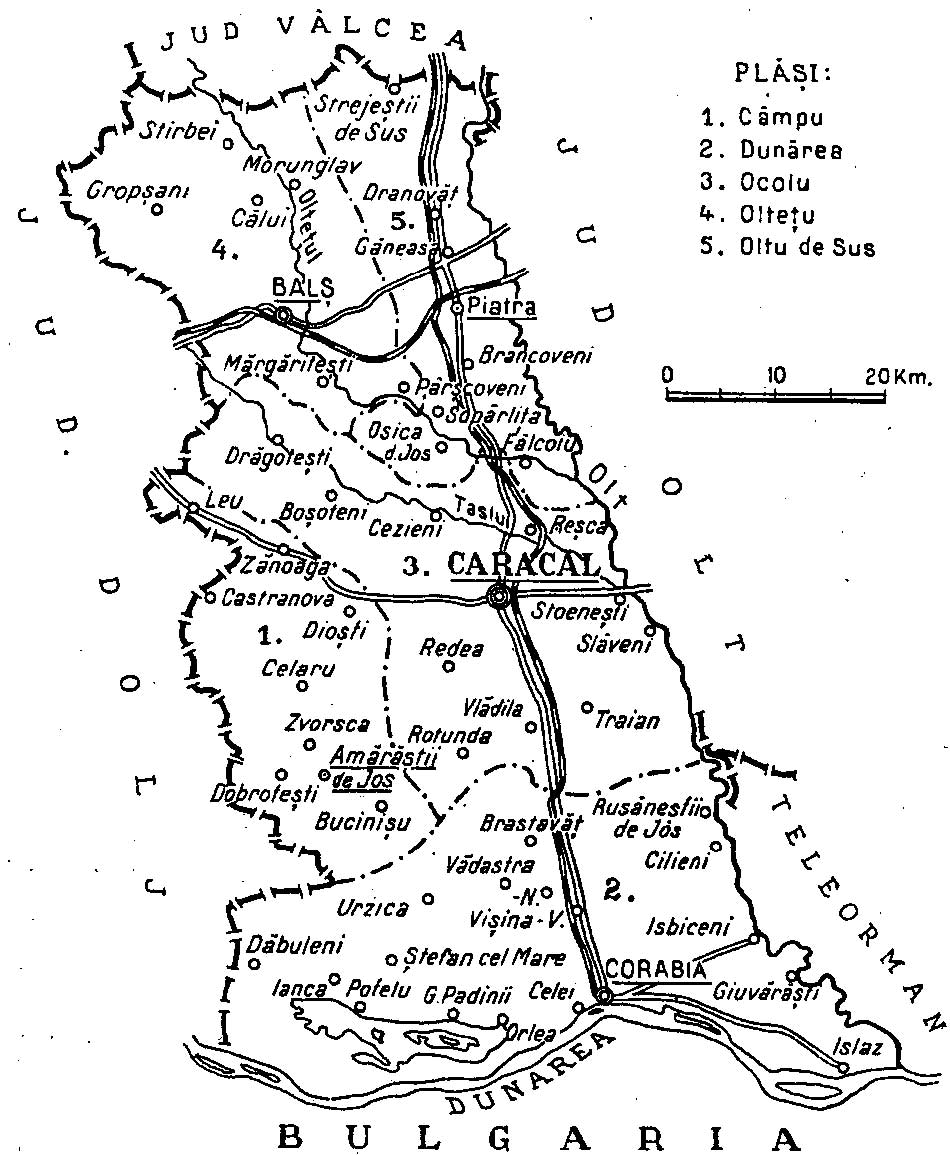
Comtat de Romanați, constituït el 1938.

Administrativament, el comtat de Romanaṭi es va dividir en tres districtes (plăși):
1. Plasa Dunărea
2. Plasa Ocolu
3. Plasa Oltu de Sus

Posteriorment, es van establir dos districtes més:
1. Plasa Câmpu
2. Plasa Oltețu

## Població
Segons les dades del cens de 1930, la població del comtat era de 271.096 habitants, dividits ètnicament de la següent manera: 98,4% de romanesos, 1,1% de romanesos, així com altres minories. Des del punt de vista religiós, la població era del 99,6% ortodoxa oriental, del 0,1% catòlica romana, així com d'altres minories.

### Població urbana
El 1930, la població urbana del comtat (les tres comunes de Caracal, Coràbia i Balș) era de 29.308 habitants, amb un 94,2% de romanesos, un 2,9% gitanos, un 0,5% hongaresos, un 0,5% jueus, un 0,4% grecs i un 0,3% alemanys. Des del punt de vista religiós, la població urbana estava composta per un 97,8% d’ortodoxos orientals, un 0,8% de catòlics romans, un 0,6% de jueus, un 0,2% de grecs catòlics, un 0,2% de luterans, un 0,2% de calvinistes, així com altres minories.